# Anatomy: Eine Liebesgeschichte
Anatomy: Eine Liebesgeschichte (Originaltitel: Anatomy: A Love Story) ist ein 2022 erschienener historischer Roman und der erste Band des Zweiteilers Anatomy der US-amerikanischen Autorin Dana Schwartz. Das Buch erschien noch im selben Jahr mit der Übersetzung von Cornelia Röser im Loewe Verlag. Im Jahr 2023 erschien der zweite Teil Immortality: Eine Liebesgeschichte (Originaltitel: Immortality: A Love Story), zu dem Schwartz sich durch eine Schottlandreise inspiriert fühlte.

## Inhalt
Die Protagonistin Hazel Sinnet ist eine junge Frau, die aus einer aristokratischen Familie stammt und davon träumt, Chirurgin zu werden. Im Jahr 1817 war es in Edinburgh verboten, dass Frauen diesen Beruf ausübten. Hazel Sinnet lässt sich trotz der gesellschaftlichen Normen nicht davon abbringen, sich ihren Traum zu erfüllen und schleicht sich deshalb als Mann verkleidet in die Vorlesungen der medizinischen Fakultät. Als ihr Dozent merkt, dass Hazel eine Frau ist, muss sie die Universität verlassen. Allerdings macht er mit ihr einen Deal: Er lässt sie zum Studium zu, wenn sie die Anatomie-Prüfung besteht. Daraufhin beginnt sie, Anatomiebücher zu lesen und in der Nacht heimlich Leichen zu sezieren, um ihre anatomischen Kenntnisse zu verbessern. Während ihrer nächtlichen Ausflüge lernt sie Jack Currer kennen, einen Mann aus armen Verhältnissen, der nachts Leichen ausgräbt, und der sie jetzt mit Leichen versorgt. Das Leben in Edinburgh wird für die beiden schwieriger, als eine Seuche, die vor zwei Jahren in der Stadt gewütet hat, wieder ausbricht. Allmählich entwickelt sich zwischen den beiden Außenseitern eine Liebesgeschichte.

## Rezeption
In der New York Times erreichte das Buch am 6. Februar 2022 auf Anhieb Platz eins der Bestsellerliste Young Adult Hardcover und blieb zehn Wochen lang unter den Top Ten.
„Empowerment im Schnulzenroman“ betitelt der Deutschlandfunk seine Buchrezension und bedauert, dass der Roman, der Feminismus, Liebesgeschichte und Thriller verbinde, zwar Potenzial habe, „aber leider doch eine Schmonzette“ geworden sei.
Das Magazin Time führte ein Interview mit der Autorin.